# Beate Grimsrud
Beate Grimsrud (Bærum, Noruega, 28 de abril de 1963 - Estocolmo, Suecia, 1 de julio de 2020) fue una escritora, dramaturga y directora de cine y radio noruega residente en Estocolmo, Suecia, desde 1984. Fue acreedora al Premio Dobloug (2011).

## Biografía
Grimsrud debutó en el mundo literario en 1990 con la colección de cuentos Det fins grenser for hva jeg ikke forstår, para luego incursionar como novelista. Como directora de cine y radio, abordó dramas, radioteatros, documentales para televisión y largometrajes.
Recibió varios premios y fue nominada al Premio de Literatura del Consejo Nórdico en 2000 por Å smyge forbi en øks, y en 2011 por En dåre fri. En 2000 fue nominada al Premio de Literatura del Consejo Nórdico de Suecia, repitiéndose en 2011 junto al Premio de Literatura del Consejo Nórdico de Noruega. Participó en la obra The Tunnel of Light en la estación de Nydalen en Oslo.
Falleció el 1 de julio de 2020, a los cincuenta y ocho años, tras padecer cáncer de mama.

## Obras

### Novela
- Evighetsbarna (Cappelen Damm, 2015).
- God jul. Hvor er du? (Cappelen Damm, 2012).
- En dåre fri (Cappelen Damm, 2011).
- Søvnens lekkasje (Cappelen, 2007).
- Hva er det som fins i skogen barn? (Cappelen, 2002).
- Å smyge forbi en øks (Cappelen, 1998).
- Continental Heaven. (Cappelen, 1993).
- Det fins grenser for hva jeg ikke forstår. (novela corta, Cappelen, 1990).

### Literatura infantil
- Dinosaurene og de dansende trærne (Cappelen Damm, 2009).
- Alba og Adam (coautor) (Cappelen Damm, 2008).
- Klar ferdig gå! (coautor) (Cappelen, 2007).

### Drama
- Ballen i øyet (Cappelen, 2000).
- Har noen sett meg et annet sted: Et Tvilling prosjekt (1994).